# Bruno Filippini
Bruno Filippini (Roma, 3 marzo 1945 – Roma, 5 ottobre 2023) è stato un cantante italiano.

## Biografia
Dopo aver vinto il Festival di Castrocaro nel 1963, ottenne un contratto discografico con la MRC, per cui pubblicò i primi dischi.
Partecipò al Festival di Sanremo nel 1964 con Sabato sera (il suo maggiore successo, scritto da Bruno Pallesi e Walter Malgoni) e nel 1965 con L'amore ha i tuoi occhi. Entrambe le canzoni ottennero un discreto riscontro anche fuori dall'Italia, specie in Spagna, dove vennero pubblicate anche alcune canzoni lanciate in Italia da altri artisti (ad esempio Me siento timido, ovvero Mi sento stupido di Marino Marini cantata in spagnolo).
Prese parte anche al Festival di Napoli nel 1964 con Ammore, siente in coppia con i Los Marcellos Ferial e con Maria Carmela ela...ela (in coppia con Aurelio Fierro) e nel 1966 con Facenne finta 'e nun capi' (in coppia con Lucia Valeri), ad Un disco per l'estate 1964 con Non ho il coraggio , classificandosi al sesto posto, ed al Cantagiro 1968 con La felicità.
Firmò la parte musicale di Otto rampe di scale, inciso dai Pooh nel 1969 (il testo è di Giuseppe Cassia e Roby Castiglione).
Fu anche attore cinematografico in alcuni film, come Romeo e Giulietta (film 1968), dove interpretò il menestrello che canta il brano Ai Giochi Addio (versione italiana di What is a Youth) con testo di Elsa Morante. e prestò la sua voce nei doppiaggi di famosi lungometraggi animati della Disney, quali ad esempio Biancaneve e i sette nani, nel ruolo del principe, e La spada nella roccia nel ruolo del bardo che introduce col suo canto la narrazione. Sempre per la Disney cantò il brano La stella dei desideri nella colonna sonora del 1963 del classico Pinocchio.
Dagli anni settanta diresse una propria orchestra di musica leggera; inoltre si esibì in spettacoli di pianobar, apparendo ogni tanto in alcuni programmi televisivi di revival degli anni sessanta.
Nel 1999 fece uscire per la DV More Record un CD, prodotto da Gino Puglisi, con alcune reincisioni dei suoi più noti successi con alcuni inediti.
Nel 2017, partecipa alla sigla radiofonica Stile italiano, scritta da Gianfranco Caliendo (ex frontman e voce solista de Il Giardino dei Semplici) e Flora Contento. Filippini canta assieme a Gianfranco Caliendo, Flora Contento, Pietro Paolo Barbella (Santo California) e Gianni Minuti Muffolini (Daniel Sentacruz Ensemble).
Bruno Filippini è morto nel 2023 a 78 anni.

## Vita privata
Le cronache rosa si occuparono di lui per un flirt con Rita Pavone (vari articoli in merito vennero pubblicati da Ciao amici e Giovani).

## Discografia parziale

### Singoli
- 1963 La ragazza nell'acqua/L'anno venturo (MRC A200)
- 1964 Sabato sera/Bimba ricordati (MRC A203)
- 1964 Non ho il coraggio/Ti voglio ancora bene (MRC A206)
- 1964 Ho paura dell'amore/Non ho bisogno di te (MRC A208)
- 1964 Ammore siente/Maria Carmela ela...ela (MRC A209)
- 1965 L'amore ha i tuoi occhi/Fortunatamente (MRC A212)
- 1965 Quando il sole cadrà/È inutile piangere (MRC A222)
- 1965 Lasciatemi qui/Noi saremo insieme (MRC A226)
- 1965 Dopodomani/Cosa non si fa (MRC AP/227)
- 1968 La felicità/Un piccolo aiuto dagli amici (RCA Italiana PM 3450)
- 1968 Canzone d'amore/Hip, hip, hip, hurrah! (RCA Italiana PM 3472)
- 1971 Pace e bene/Un collare d'argento (King NSP 56122)

### Album
- 1999: Il meglio (DV More Record)

### Discografia fuori dall'Italia

#### Singoli
- 1965 L'amore ha i tuoi occhi/Fortunatamente (Fontana Records FON 1043; pubblicato in Giappone)

#### EP
- 1964 Sabato sera/Bimba ricordati/L'anno venturo/La ragazza nell'acqua (Belter 51.353; pubblicato in Spagna)
- 1964 Sabado noche/No debes olvidar/Muchachita al agua/El proximo ano (Belter 51.355; pubblicato in Spagna)
- 1964 Me aburro los domingos/Me siento timido/Yo te quiero todavia/No tengo el valor (Belter 51.445; pubblicato in Spagna)
- 1965 El amor tienes tus ojos/A la puesta del sol/Maria Carmela ela...ela/Afortunadamente (Belter 51.547; pubblicato in Spagna)
- 1965 L'amore ha i tuoi occhi/Fortunatamente/Ti voglio ancora bene/Non ho il coraggio (Fontana Records ME 467.800; pubblicato in Francia)
- 1966 Dopodomani/noi saremo insieme/È inutile piangere/Lasciatemi qui (Electrecord EDC 890; pubblicato in Romania)

#### Album
- 1965 Bruno Filippini – El Artista Éxito en Venezuela (Philips Records 633107; pubblicato in Venezuela)
- 1966 Bruno Filippini – iHe vuelto! (Philips Records 1008; pubblicato in Venezuela)

## Filmografia
- Canzoni, bulli e pupe, regia di Carlo Infascelli (1963)
- I ragazzi dell'Hully Gully, regia di Marcello Giannini e Carlo Infascelli (1964)
- La strega bruciata viva, episodio di Le streghe, regia di Luchino Visconti (1967)
- Romeo e Giulietta, regia di Franco Zeffirelli (1968)

### Doppiaggio
- Il Principe in Biancaneve e i sette nani (canto)
- Grillo Parlante in Pinocchio (canto, edizione 1963)
- Voce introduttiva in La spada nella roccia (canto)